# Гаџи Алијев
Гаџи Алијев (Нахчиван, 21. април 1991) је азербејџански рвач слободним стилом. На Олимпијским играма у Рио де Жанеиру 2016. освојио је бронзану медаљу у категорији до 57кг. Светски је првак до 61кг из 2014. и 2015. На Европском првенству је био златни 2014. и бронзани 2016, а на Европским играма 2015. дошао је до бронзе.
На церемонији затварања Олимпијских игара 2016. носио је заставу Азербејџана.